# ТЕС Фарас
25°12′33″ пн. ш. 49°17′6″ сх. д. / 25.20917° пн. ш. 49.28500° сх. д.
ТЕС Фарас — теплова електростанція на сході Саудівської Аравії.
У другій половині 1970-х в Саудівській Аравії узялись за монетизацію ресурсів попутного газу, для чого, зокрема, в 1981-му ввели в дію газопереробний завод Утманія (на однойменному блоці в південній частині найбільшого в світі нафтового родовища Гавар). Великим споживачем підготованого останнім товарного газу стала зведена неподалік ТЕС Фарас, запуск якої почався не пізніше 1979 року. Станом на середину 1990-х тут працювали 13 встановлених на роботу у відкритому циклі газових турбін загальною потужністю 803 МВт:
- 8 турбін General Electric одиничною потужністю по 56,5 МВт;
- 5 турбін Westinghouse одиничною потужністю по 73,1 МВт.
В 2011-му додали ще 4 газові турбіни General Electric з показниками по 127,1 МВт, що довело загальний показник станції до 1329,8 МВт.